# 筒井定慶
筒井定慶（1556年?—1615年／1621年），日本戰國時代至江戶時代初期的武將、大名。父親是福住順弘。母親是筒井順昭的次女。

## 生平
生年不詳（一說1556年），家中次男。本名正次。哥哥順元繼承福住本家。在福住氏時期，通稱主殿助，並在興福寺勸學院學習（名字「定慶」與興福寺有一定關係，亦可能原本是僧侶的法號）。後來，成為筒井氏內眾之一，在元龜元年期間開始出陣。東山內眾大部份是福住氏與力。之後成為從兄筒井順慶的養子。此時，與弟弟慶之同樣成為養子。在慈明寺順國（福住順弘的弟弟）的兒子定次成為順慶的養子後，讓出後繼者的地位。
在順慶死後，仕於豐臣秀長，秀長因病死去後，其子秀保亦很快死去，在大和羽柴家斷絕後，投向德川家康。而在順慶死後繼承筒井家的從兄定次於慶長13年（1608年）被改易後，得到家康協助而繼承筒井家，領有大和郡山城1萬石，並改名為筒井定慶。
慶長20年（1615年）4月，大坂夏之陣爆發，雖然受到豐臣方邀請加入，不過拒絕。不久，受到豐臣方的大野治房軍攻擊、大和郡山城被包圍，城下町被放火（郡山城之戰）。大野軍有2千餘人，而自身手下則只有與力36騎，於是放棄城池並逃往福住。一說後來因為對逃亡感到羞恥而切腹；另一說則指是對外宣稱自殺，其實是在福住村逼塞。另外，一說指在大坂夏之陣中，是假裝敗退，基於家康為了觀察豐臣方的態度而作出的指示，屬於一早預定的作戰。傳說中，在隱棲後，前往尾張國，不過實況不明。
辭世歌是。

## 死後
因為定慶死去（或逼塞隱居），作為大名的筒井氏斷絕。不過弟弟慶之（順齋）的子孫成為1千石的旗本。在幕末，為日俄和親通好條約進行交渉的筒井政憲是其末裔（因為是養子，沒有直接的血緣關係）。關於順慶的養子，有諸多説法，沒有定論，而福住氏的系圖亦非常混亂，實態不明。

## 外部連結
- 武家家伝＿福住氏 （页面存档备份，存于）
- 武家家伝＿筒井氏 （页面存档备份，存于）